# Parasenecio yatabei
Parasenecio yatabei là một loài thực vật có hoa trong họ Cúc. Loài này được (Matsum. & Koidz.) H.Koyama mô tả khoa học đầu tiên năm 1995.